# Afrephialtes laetiventris
Afrephialtes laetiventris là một loài tò vò trong họ Ichneumonidae.